# Birutė (Großfürstin)

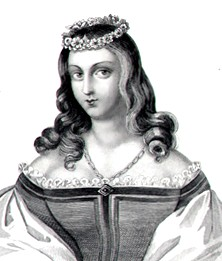
Künstlerische Darstellung von Birutė aus dem 19. Jahrhundert

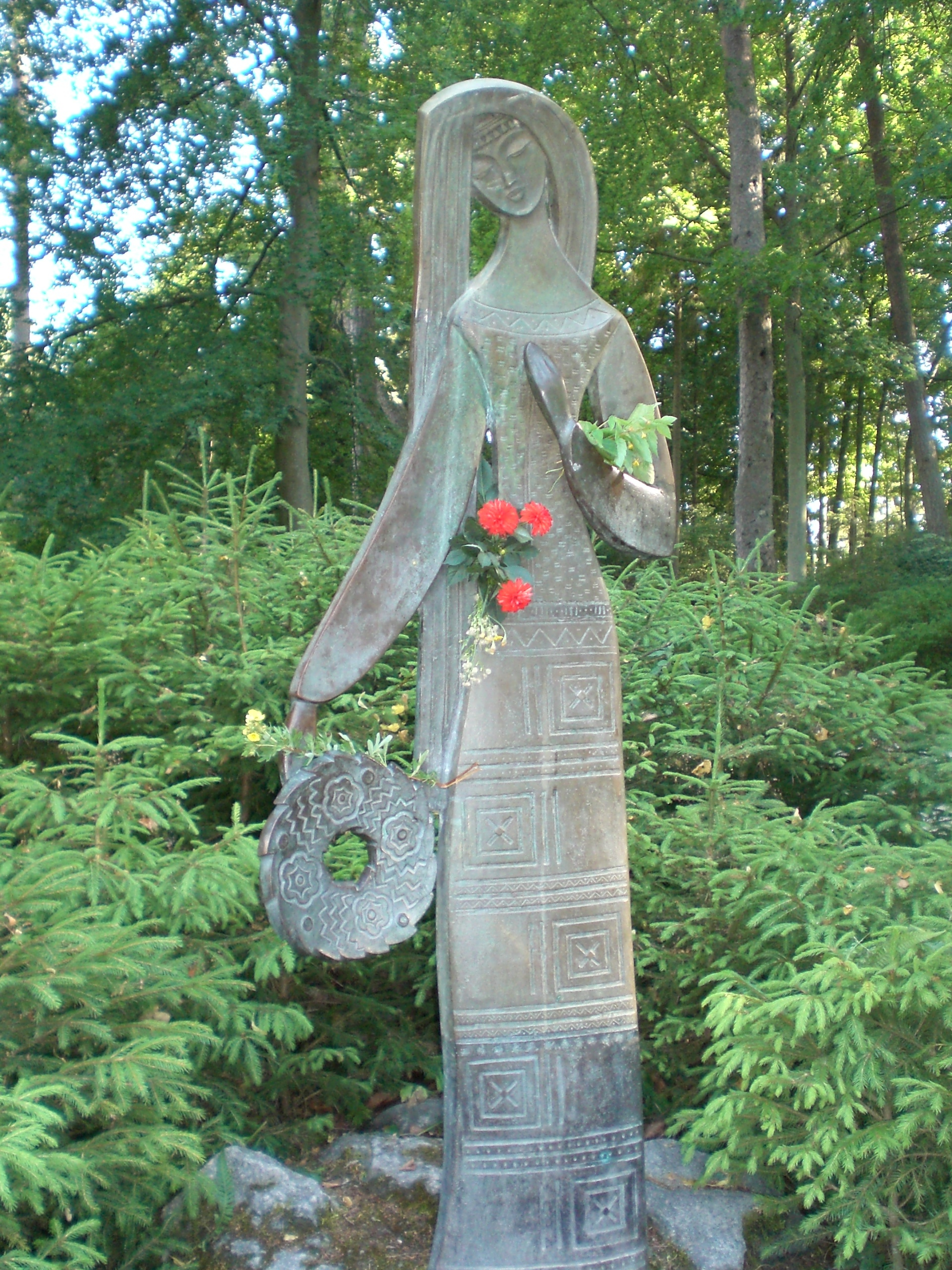
Eine Bronzeskulptur von Birutė in der Nähe ihres vermuteten Grabes in Palanga.

Birutė (* vor 1350; † 1382) war die zweite Ehefrau von Kęstutis, dem Großfürsten Litauens, und die Mutter von Vytautas dem Großen. Sehr wenig ist über Birutės Leben bekannt, aber nach ihrem Tod entstand unter den Litauern ein starker Kult um sie, besonders in Samogitien.

## Leben

### Heirat
Sie wurde vermutlich in der Nähe von Palanga als Kind einer samogitischen oder kurischen Magnatenfamilie geboren. Die Geschichte ihrer Heirat mit Kęstutis wurde in Litauen zu einer romantischen Legende. Chroniken erwähnen, dass Birutė eine Priesterin (litauisch vaidilutė) war und den heidnischen Göttern diente, indem sie das heilige Feuer hütete. Als Kęstutis die Kunde von ihrer Schönheit vernahm, besuchte er den Schrein und bat sie, ihn zu heiraten. Sie lehnte ab, da sie den Göttern versprochen hatte, ihre Jungfräulichkeit bis zu ihrem Tode zu bewahren. Kęstutis verschleppte sie dann gegen ihren Willen nach Trakai und veranstaltete eine große Hochzeit. Sie und Kęstutis hatten jeweils drei Söhne und Töchter. Vytautas, ihr erster Sohn, wurde ungefähr 1350 geboren. Das deutet an, dass die Heirat spätestens im Jahr 1349 stattfand.
Der Historiker Stephen Christopher Rowell legt nahe, dass die Heirat mit einer heidnischen Fürstin anstatt mit einer orthodoxen slawischen Fürstin dabei half, die Unterstützung des litauischen Volkes zu gewinnen, nachdem Kęstutis und sein Bruder Algirdas den Großfürst Jaunutis im Jahr 1345 entthront haben.

### Tod
Birutės Todesumstände sind nicht vollständig geklärt. Zwischen 1381 und 1382 führte ihr Ehemann Kęstutis einen Bürgerkrieg gegen seinen Neffen Jogaila, der der Großfürst Litauens wurde und gegen Kęstutis einen Vertrag mit dem Deutschen Orden abschloss. Ihr Ehemann wurde verhaftet und zur Burg Krewa gebracht. Eine Woche später war Kęstutis tot und manche Chroniken deuten an, dass er ermordet wurde. Trotz der unklaren Umstände erwähnt eine Chronik, die von dem Deutschen Orden geschrieben wurde kurz, dass Birutė aus Sicherheitsgründen nach Brest gebracht wurde, wo sie im Herbst 1382 (vermutlich als Vergeltung für Vytautas’ Flucht aus Krewa) ertränkt wurde. Es gibt allerdings keine anderen Quellen, die diese Behauptung be- oder widerlegen. 35 Jahre später bestritt eine samogitische Delegation beim Konzil von Konstanz ihren Mord und eine andere Legende behauptet, dass Birutė zu dem Schrein zurückkehrte, an dem sie einst in Palanga diente, dort ihren Dienst für die Götter wieder aufnahm und erst im Jahr 1389 starb.
Die Legende besagt, dass sie in Palanga am Fuße eines Hügels, welcher zu Birutės Ehren nach ihr benannt wurde, begraben wurde.

## Anbetung

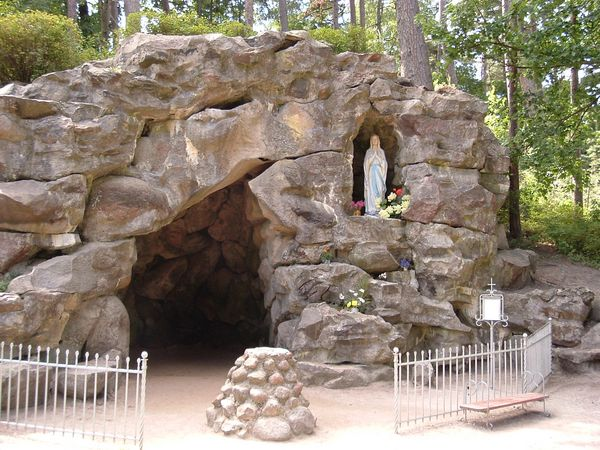
Eine Grotte am Fuße des Birutė-Hügels, von Édouard André gestaltet

Es entwickelte sich ein Kult um Birutė, der noch lange nach ihrem Tod stark war. Sie wurde von den Litauern als Göttin oder dem heidnischen Pendant zu einer Heiligen angesehen. 1989 entdeckten Archäologen Hinweise auf ein heidnisches Heiligtum und Observatorium, das auf der Spitze des Birutė-Hügels im späten 14. oder frühen 15. Jahrhundert existierte. Es wurde vermutlich zu Birutės Ehren gebaut. Es gibt viele Erzählungen von Leuten, die Birute anbeteten und sie darum baten, sie mit Gesundheit oder Glück zu bescheren. Um die Leute davon abzuschrecken, heidnische Götter und Birutes Grab anzubeten, wurde im Jahr 1506 eine Kapelle für den heiligen Georg auf dem Hügel errichtet. 1869 wurde die Kapelle neu errichtet und steht bis heute. Sie ist ein beliebtes Touristenziel.
Der Birutė-Hügel ist die höchste Küstendüne im Seebad Palanga an der Ostsee und ist jetzt Teil des botanischen Gartens im Bernsteinmuseum Palanga. Archäologische Untersuchungen zeigen, dass es im 10. Jahrhundert ein Dorf am Fuße des Hügels gab. Als im 13. Jahrhundert der Deutsche und der Livländische Orden einfiel, bauten die Dorfbewohner ein Verteidigungssystem mit einem Turm. Nach einer ersten Niederlage wurde das Verteidigungssystem wieder erbaut und mit einem weiteren Turm und einer Mauer verstärkt. Als es jedoch in der zweiten Hälfte des 14. Jahrhunderts niederbrannte, wurde an dessen Stelle ein heidnischer Schrein und ein Observatorium erbaut.